# (1879) Broederstroom
(1879) Broederstroom (1935 UN) – planetoida z grupy pasa głównego asteroid okrążająca Słońce w ciągu 3,37 lat w średniej odległości 2,25 j.a. Odkryta 16 października 1935 roku.